# Maciej Piwowoński
Maciej Piwowoński (ur. 1928, zm. 4 maja 2008) – polski lekkoatleta, koszykarz, piłkarz ręczny, trener, działacz i dziennikarz sportowy.
Podczas mistrzostw Polski w lekkoatletycznych biegach sztafetowych w 1949, jako zawodnik Ogniwa Warszawa zdobył srebrny medal w sztafecie szwedzkiej 400–300–200–100 metrów (biegł na trzeciej zmianie), był także czwarty w sztafecie 800–400–200–100 metrów. Wcześniej był lekkoatletą Lechii Kielce, rekordzistą okręgu kieleckiego w biegach sprinterskich na 100 (11,0) i 200 metrów (23,1). Ponadto w 1947 roku uczestniczył w obozie przedolimpijskim w Olsztynie.
Należał do najlepszych sprinterów w Polsce – w latach 1945–1949 notowany był z wynikiem 11,1 s na liście 50 najszybszych zawodników w kraju na dystansie 100 m. Ponadto w tym samym czasie notowany był z wynikiem 12,49 m uzyskanym w 1948 roku na liście 50 najlepszych trójskoczków w Polsce.
Występował również w zespołach koszykarskim i piłki ręcznej Tęczy Kielce (m.in. w latach 1958–1959 grał w zespole piłki ręcznej jedenastoosobowej w II lidze). Po zakończeniu kariery zawodniczej pełnił funkcję trenera w tym klubie w drużynach koszykarek i koszykarzy. Był także inicjatorem pierwszych kobiecych mistrzostw okręgu w koszykówce w 1952 roku. Ponadto współorganizował turnieje koszykówki dla dziewcząt i chłopców ze szkół podstawowych.
Ukończył Akademię Wychowania Fizycznego w Warszawie. Był członkiem zarządu Okręgowego Związku Koszykówki w Kielcach. Pełnił również funkcję prezesa Świętokrzyskiego Okręgowego Związku Narciarskiego, wiceprezesa Wojewódzkiej Federacji Sportu w Kielcach oraz wiceprezesa klubu Tęcza Kielce. Ponadto w latach 60. XX wieku pracował jako dziennikarz sportowy w Radiu Kielce. Uhonorowany m.in. odznaką „Zasłużony Działacz Kultury Fizycznej” i złotą honorową odznaką Polskiego Związku Koszykówki.